# Лиственница амурская
Ли́ственница аму́рская (лат. Lárix amurénsis) — гибридный вид лиственницы, произошедший в результате скрещивания лиственниц даурской (Гмелина), приморской и ольгинской.

## Ботаническое описание
Одногодичные побеги розоватые. Хвоя тёмно-зелёная, длиной 2—3 см, на удлинённых побегах — до 4 см.
Шишки мелкие, от 1,5 до 2,5 см в длину, овальные, шаровидные или яйцевидные.

## Распространение и экология
Ареал — долина Среднего и Нижнего Амура с прилегающими склонами Буреинского, Баджальского и Сихотэ-Алинского хребтов, бассейн нижнего течения реки Уссури и её притоков, стекающих с западных склонов Сихотэ-Алиня. Границы ареала: на западе — верхнее течение Зеи и Селемджи; на севере — устье реки Амура; на юге — среднее течение Малой Уссурки в Приморье.
В благоприятных условиях — долины рек, пологие склоны с глубокими суглинисто-супесчаными хорошо дренированными почвами — растёт быстро, образуя лиственничники I и II бонитетов.
На заболоченных и переувлажнённых сфагновых марях образует низкобонитетные, медленнорастущие и редкоствольные насаждения с покровом из осок и с подлеском из багульника болотного.
В горах произрастает на высотах до 1000 м над уровнем моря, чаще всего растёт здесь как низкорослое дерево.
Как и другие виды лиственниц в благоприятных условиях деревья достигают высоты 30—35 м и 60—80 см в диаметре ствола. 

## Таксономия
По данным The Plant List на 2010 год, вид Larix amurensis Kolesn. является синонимом вида Larix ×maritima Sukaczev.